# Straža község
Straža (szlovénül: Občina Straža) Szlovénia 212 alapfokú közigazgatási egységének, azaz községének egyike a Délkelet-Szlovénia statisztikai régióban. A község központja Straža település. A történelmi Alsó-Krajna régió része. A község 2006-ban jött létre, amikor kivált Novo Mesto városi község önkormányzatából. A község területén számos szőlőültetvény található.

## A község települései
A községhez Straža székhelyen kívül a következő települések tartoznak:
- Dolnje Mraševo
- Drganja Sela
- Jurka Vas
- Loke
- Podgora
- Potok
- Prapreče pri Straži
- Rumanja Vas
- Vavta Vas
- Zalog

## Népesség
| Lakosok száma | 3765 | 3794 | 3842 | 3865 | 3869 | 3810 | 3837 | 3870 | 3912 | 3910 |
|               | 2008 | 2009 | 2011 | 2012 | 2013 | 2015 | 2016 | 2017 | 2019 | 2020 |